# Озёрец
Озёрец — река в России, протекает в Кувшиновском районе Тверской области. Устье реки находится в 141 км по левому берегу реки Осуга к востоку от посёлка Озерецкое Могилевского сельского поселения в 7 км к западу от Кувшиново. Длина реки составляет 13 км. 

## Данные водного реестра
По данным государственного водного реестра России относится к Верхневолжскому бассейновому округу, водохозяйственный участок реки — Тверца от истока (Вышневолоцкий гидроузел) до города Тверь, речной подбассейн реки — Волга до Рыбинского водохранилища. Речной бассейн реки — (Верхняя) Волга до Куйбышевского водохранилища (без бассейна Оки).
По данным геоинформационной системы водохозяйственного районирования территории РФ, подготовленной Федеральным агентством водных ресурсов:
- Код водного объекта в государственном водном реестре — 08010100512110000002130
- Код по гидрологической изученности (ГИ) — 110000213
- Код бассейна — 08.01.01.005
- Номер тома по ГИ — 10
- Выпуск по ГИ — 0